# 퍼트리샤 아데어 고와티
퍼트리샤 아데어 고와티(Patricia Adair Gowaty)는 미국 출신의 진화 생물학자이다. 그녀는 툴레인 대학교에서 1980년에 생물학 학사 학위를, 클램슨 대학교에서 동물학 박사 학위를 받았다. 현재 그녀는 캘리포니아대학교 로스앤젤레스 캠퍼스의 석좌교수로서 재직하고 있다.
인간 및 동물의 진화에 관한 많은 연구와 기사를 발표한 경력이 있으며 페미니스트 이론과 다윈주의 진화 생물학의 결합을 추구하는 도서을 다수 편찬한 저자이자 편집자로 유명하다. 또한 그녀는 인간의 진화 과정 속 강간의 영향력에 대한 글을 써냈다. 그녀의 최근 연구는 집단유전학 중의 열성 유전 질환이 인구 집단에 지속될 수 있는 이유를 설명하기 위한 이론인 생식 보상 개념에 중점을 두고 있다.
2012년에 고와티와 동료들은 과거 Angus Bateman이 행했던 초파리 성선택에 대한 고전적인 실험을 정확하게 복원하여 재실험하였고 발표했다. 이 연구발표로 Bateman의 방법론에 결함이 있음을 증명하여 그의 실험 데이터가 잘못됐음을 세상에 알렸다.
고와티는 생태학과 진화 생물학에 관한 많은 저널 기사를 공동 집필한 생물학자 Stephen P. Hubbell와 결혼했다.